# 夢海馬
夢海馬為輻鰭魚綱棘背魚目海龍魚科的其中一種，分布於西南太平洋的澳洲東南部海域，棲息深度64-100公尺，體長可達5公分，棲息在大陸棚，屬肉食性，以小型甲殼類為食，卵胎生。